# Gefängnissprache
Gefängnissprache (auch: Knastsprache, Knastjargon, Gefangenenjargon, Gefängnisjargon) bezeichnet den in Gefängnissen gebräuchlichen Soziolekt, der aus lexikalischen Umdeutungen und Neuschöpfungen entsteht, wobei die Grammatik in der Regel unverändert bleibt. Insofern bestehen Ähnlichkeiten zum Rotwelsch.
Gefangene und Teile des Personals verwenden ihn gleichermaßen, sodass eine identitätsstiftende Wirkung auch in Wechselwirkung für alle Beteiligten zu beobachten ist. Die Knastsprache ist nicht homogen, vielmehr ist sie eine mit milieu-, schicht- und anstaltstypischen Formulierungen durchsetzte Umgangssprache. In verschiedenen Regionen sind erhebliche Unterschiede zwischen den Vollzugsanstalten, landesweit aber auch Entlehnungen aus oder Übertragungen zu anderen Jargons der Subkultur wahrscheinlich. Besondere Einflüsse auf die historische Begriffsbildung hat das Rotwelsch. Neue Ausdrücke haben ihren Ursprung häufig in Randgruppenmilieus (z. B. Kiez, Jugend-, Drogenszene etc.), weshalb es relativ wenig rein gefängnisspezifische Wortschöpfungen gibt.
In der Kommunikation im Gefängnis spielen als Symbole auch Gesten, Zeichen und Tätowierungen eine Rolle, wobei letztere besonders häufig die Bedeutung von Abzeichen in der organisierten subkulturellen Hierarchie haben.